# はるくん (歌手)
はるくん（1996年〈平成8年〉2月20日 - ）は、日本の歌手である。
旧芸名は矢野晴人、本名は矢野治人。Non Stop Rabbitの元ボーカル・ベース、および2023年10月に始動したソロプロジェクト神が残した夢を喰う。（かみがのこしたゆめをくう）のボーカル。
血液型はB型。

## 来歴
1996年2月20日に千葉県松戸市で誕生。その後松戸市立松戸高等学校へ進学し、高校在学中に軽音楽部でバンドORANGE BANK LEADを結成。後にNon Stop Rabbitで活動を共にする太我がバンドに加入したものの、2016年8月27日に解散した。高校卒業後は、保育士を志望していた為4年制大学へ進学したものの、音楽の道に進む為に中退する。
2016年11月1日にORANGE BANK LEAD所属時代に対バンライブで親交があった田口達也と、同バンドのメンバーだった太我と共にロックバンドNon Stop Rabbitを結成し、2018年7月4日にStudio Cubic Recordsから1stフルアルバム『全A面』をリリースしてインディーズデビュー。
2019年4月10日、自身初の楽曲提供となったなんきんペッパーの楽曲「好奇燦然」が収録されたシングル『超燦然』が発売された。
2020年12月9日にはフルアルバム『爆誕 -BAKUTAN-』をリリースしてポニーキャニオンからメジャーデビュー果たすも、2023年4月19日に突然の解散を発表した。
2023年6月5日、自身のアパレルブランド「PERSECOND」を立ち上げた。
2023年10月20日、ソロプロジェクト神が残した夢を喰う。を始動し、自身が作詞作曲を手掛けた1stシングル『雨』をリリース。

## 人物
中学時代に、アニメ『けいおん!』を観たことがきっかけで音楽を始めており、ORANGE BANK LEADではボーカルを担当していた。ベースを演奏するようになったのはNon Stop Rabbitを結成してからである。
Non Stop Rabbit解散後に、ソロプロジェクト神が残した夢を喰う。を始動し、以降は晴-haru-名義で活動していたが、2024年以降は、各種SNSアカウント名や作詞作曲クレジットなどでは、「はるくん」と名乗るようになる。
Non Stop Rabbitでは、活動初期の路上ライブ時代に制作された楽曲の制作などを田口達也との共作で行っていたが、YouTuberバンドとしての活動開始以降は、田口のみが主体で楽曲制作を行っていたため、当時は太我と共にYouTubeチャンネルに投稿する動画の編集をメインで行っていた。バンド解散以降の活動では、ボーカルのみを担当し楽器はサポートメンバーによる演奏となっている為、基本的にライブなどでベースの演奏は行っていないが、3人組YouTuberばんばんざいの動画内のバンド企画において、メンバーみゆのベース指導を行った。
本名である「矢野治人」は、自身が生まれる2日前に亡くなった祖父の名前から一文字とられ、名付けられた。活動名を芸名にした理由については、前述した由来から、本名にも思い入れがあると前置きをした上で、「晴人の方が見た目が映えるから」「普段の自分と分けたかったから」であると「Non Stop Rabbit -1st ARTIST BOOK-」の親子対談のページにて語っていた。
THE ALFEEのメンバー坂崎幸之助の再従甥であり、この事実が本人に認知された事がきっかけで、2021年3月17日に坂崎の冠番組『しおこうじ玉井詩織×坂崎幸之助のお台場フォーク村NEXT』にて共演を果たした。

## 使用機材
- ベース
  - ERNIE BALL MUSICMAN Cutlass Bass

## ディスコグラフィ

### 楽曲提供
| 発売日        | アーティスト     | 曲名                                 | 収録作品                       |                                        |
| ------------- | ---------------- | ------------------------------------ | ------------------------------ | -------------------------------------- |
| 2019年4月10日 | なんきんペッパー | 好奇燦然                             | 『超燦然』                     | 作詞を担当。                           |
| 2025年4月12日 | ささ。           | マーメイド feat.神が残した夢を喰う。 | 『Eat the dreams left by God』 | 作詞を担当。                           |
| 2025年8月12日 | ささ。           | 君は花火                             |                                | 作詞作曲を担当。（作曲はTAITAIと共作） |

### 参加楽曲
| 発売日        | アーティスト | 曲名   | 収録作品                                     | レーベル |                                                           |
| ------------- | ------------ | ------ | -------------------------------------------- | -------- | --------------------------------------------------------- |
| 2018年6月20日 | カプコン     | 「光」 | 『パチスロ 大神 オリジナルサウンドトラック』 | CAPCOM   | 矢野晴人名義、ゲストボーカルで参加。Apple Music限定配信。 |